# Kirche zur Unbefleckten Empfängnis (Msida)

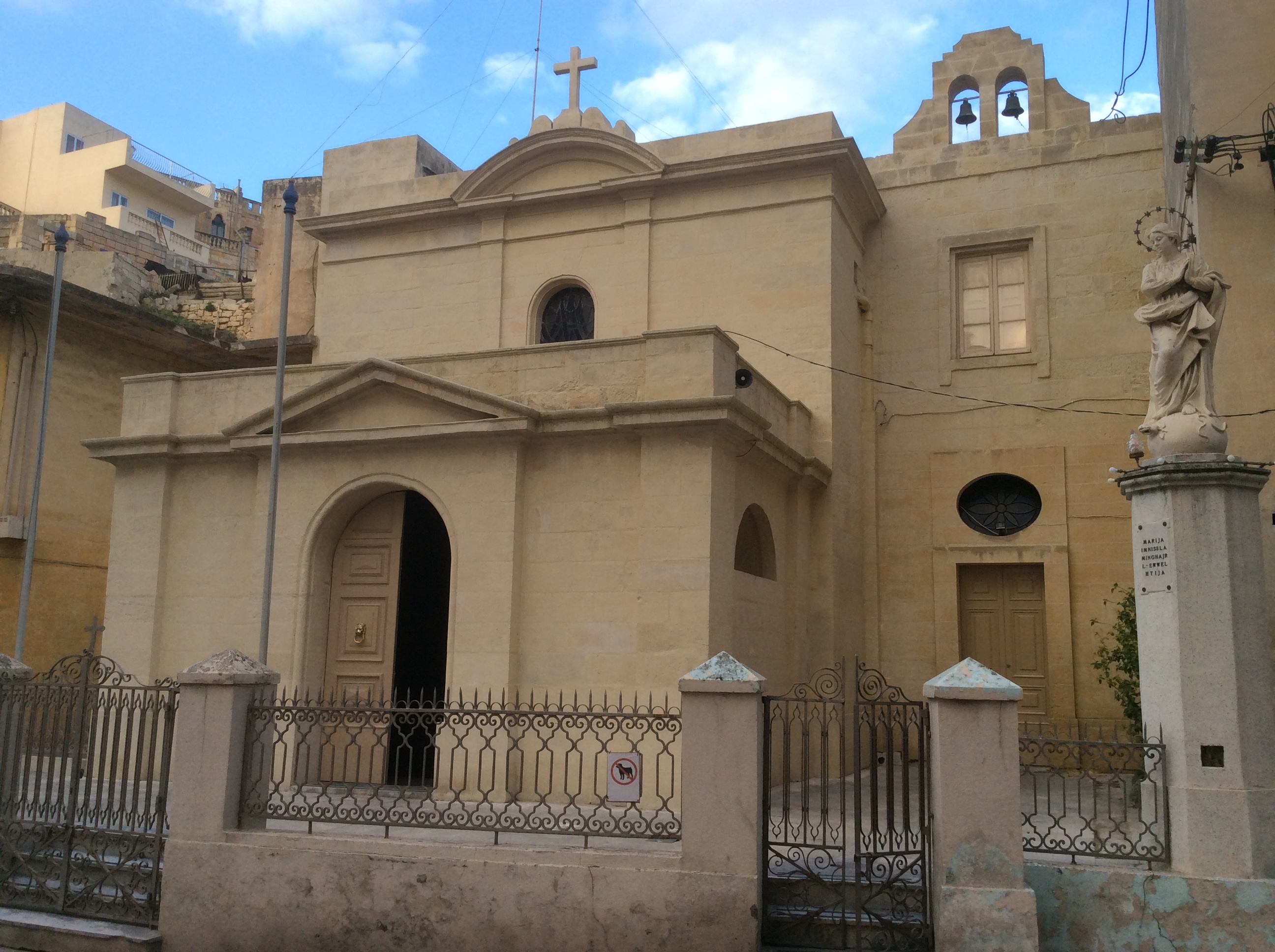
Außenansicht der Kirche (2017)

Die Kirche zur Unbefleckten Empfängnis (maltesisch Knisja tal-Kunċizzjoni, englisch Church of the Immaculate Conception) ist eine römisch-katholische Kirche des Erzbistums Malta und steht am Triq il-Kunċizzjoni in der maltesischen Stadt Msida auf der Hauptinsel Malta. Sie ist unter der Inventarnummer 17 im National Inventory of the Cultural Property of the Maltese Islands verzeichnet.

## Geschichte
Die Ursprünge des Kirchengebäudes sollen auf die Zeit vor der Ankunft der Araber auf Malta 870 zurückgehen, als an derselben Stelle eine Synagoge stand. Diese wurde abgetragen und auf den Grundmauern wurde eine Kirche errichtet. Auch ein vorgeschichtliches Hypogäum wurde hier vermutet.
Der Abgesandte der Römischen und Allgemeinen Inquisition Petrus Dusina fand bei seiner Visitationsreise 1575 hier eine Höhlenkapelle vor, die infolge ihrer Lage als „troglodytisch“ bezeichnet wird. Die Kapelle führte zu jener Zeit das Patrozinium „Unsere Frau von der Immerwährenden Hilfe“. Sie wurde 1618 nach kanonischem Recht profaniert, aber bereits 1636 neu geweiht und genoss bei der Bevölkerung Maltas große Verehrung. Der vordere Teil der Kirche wurde 1648 erneuert. Im Jahr 1670 wurde eine Sakristei angebaut.
Msida wurde 1835 eine Filialgemeinde von Birkirkara und 1867 eine eigene Pfarrei. Die Kirche diente bis zur Fertigstellung der Pfarrkirche St. Joseph 1894 (nach anderer Quelle bis 1889) als Gemeindekirche. Seitdem ist die kleine Kirche der Ewigen Anbetung gewidmet. Im Laufe ihrer Geschichte wechselte mehrfach ihr Patrozinium.
Im Zweiten Weltkrieg blieb das Kirchengebäude unversehrt.

## Architektur

### Außenbeschreibung
Als Narthex dient ein schlichter Laubengang aus Kalkstein mit bogenförmigen Eingang, der von einem Dreiecksgiebel gekrönt ist. Dahinter erhebt sich die ebenfalls aus Kalkstein errichtete Vorderwand des Kirchenschiffs, deren einziges Fenster den Innenraum beleuchtet. Ein Rundgiebel bekrönt die durch unkannelierte Pilaster und gekehlte Friese gegliederte Fassade.
Über dem neben der Kirche gelegenen Eingang zur Sakristei trägt ein Glockengiebel zwei kleine Glocken.

### Innenbeschreibung

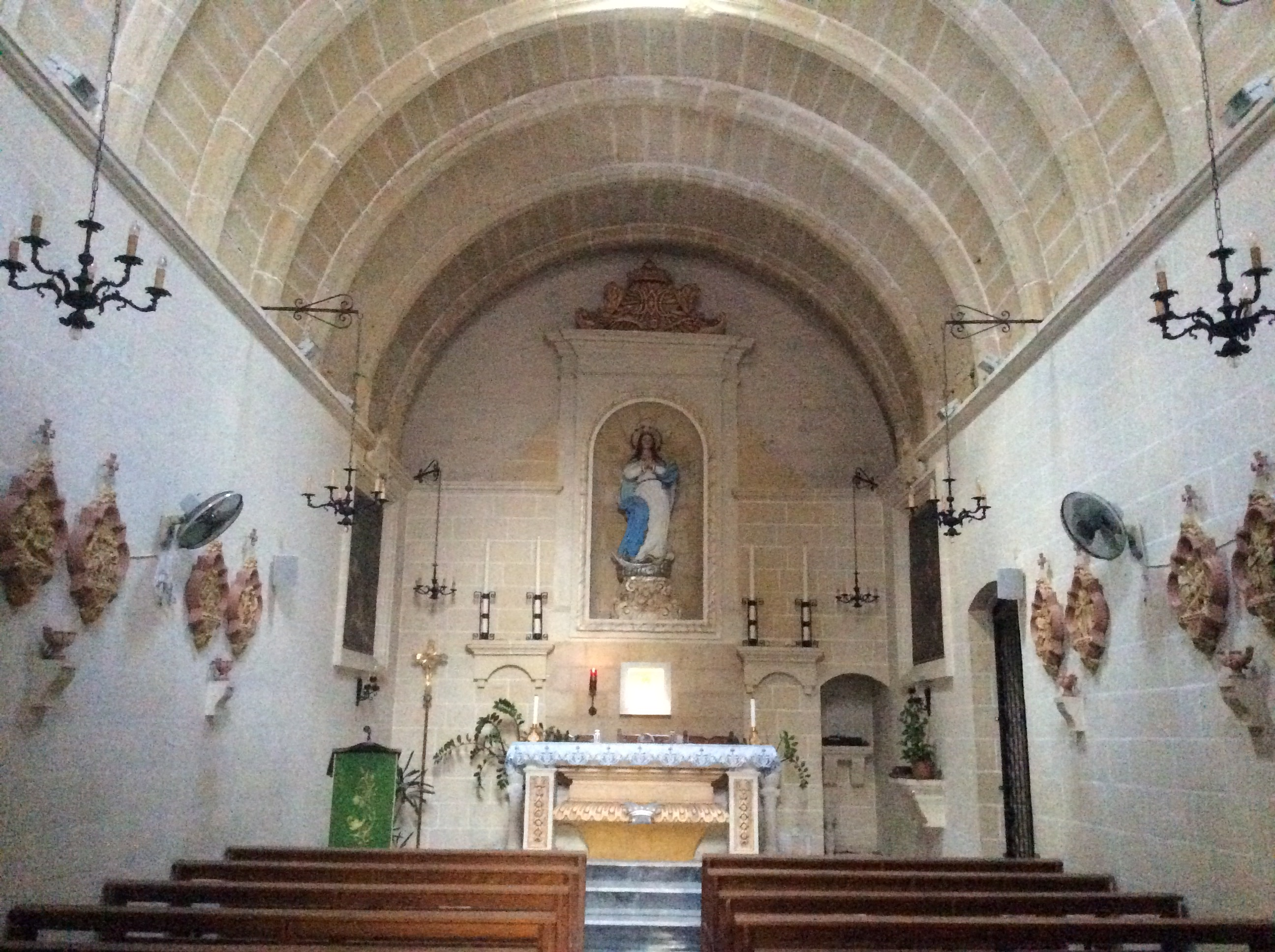
Innenraum (2017)

Die an den Seiten fensterlose, von einem Tonnengewölbe überspannte einschiffige Höhlenkapelle erweckt den Eindruck einer Katakombe. Der Altar steht unmittelbar an der geraden Rückwand, eine Apsis ist nicht vorhanden.